# Petar Stoyanovich
Petar Ivanov Stoyanovich (Петър Иванов Стоянович, en bulgare), né le 25 juin 1967 à Sofia, est un homme politique bulgare membre du Parti socialiste bulgare (BSP). Il est ministre de la Culture entre le 29 mai 2013 et le 6 août 2014.

## Biographie

### Formation et vie professionnelle
Il est diplômé en histoire et histoire de l'Europe du sud et sud-ouest de l'université de Vienne. Secrétaire au ministère des Affaires étrangères entre 1998 et 2000, il dirige le cabinet de Nadejda Mikhaïlova en tant que vice-présidente du Parti populaire européen (PPE).

### Activités politiques
Entre 2001 et 2003 il est membre de l'Union des forces démocratiques (SDS). En 2003, elle dirige la campagne de Plamen Orecharski, alors candidat à la mairie de Sofia. Les attitudes de leur propre camp les conduisent à quitter le parti.
Le 29 mai 2013, il est nommé ministre de la Culture dans le gouvernement de centre-gauche de Plamen Orecharski. Il est remplacé le 6 août 2014 par l'indépendant Martin Ivanov.